# Arroyo Fitzgerald
El arroyo Fitzgerald es un arroyo que fluye en la isla de Ross, en la Antártida. Fluye desde las laderas inferiores del oeste, libres de hielo, del monte Bird, entre Fitzgerald Hill e Inclusion Hill, a través de la playa McDonald y desemboca en el estrecho de McMurdo.
Los participantes de una expedición que duró entre 1958 y 1959 y que fue parte de la Expedición Antártica del Servicio Geológico de Nueva Zelanda lo exploraron. El Comité de Nombres de Lugares Antárticos de Nueva Zelanda le puso luego al arroyo el nombre de E. B. Fitzgerald, el subdirector de esa campaña.